# Hapalorchis stellaris
Hapalorchis stellaris är en orkidéart som beskrevs av Dariusz Lucjan Szlachetko. Hapalorchis stellaris ingår i släktet Hapalorchis och familjen orkidéer. Inga underarter finns listade i Catalogue of Life.